# Рейнуг
Королевство Рейнуг (валл. Rheinwg) (Welsh: Teyrnas Rheinwg; Laitin: Regnum Reinos), иначе Риейнуг (валл. Rhieinwg), Риенух — послеримское и раннесредневековое государство в Южном Уэльсе, объединительное название для конфедерации из Диведа и Брихейниога.. Создателем конфедерации являлся Клотен.
Похоже, что Риейнуг (валл. Rhieinwg) — наиболее правильное написание, и что «Рейнуг» является неправильным написанием или другой формой для названия того же государства. Список нескольких вхождений имён показывает, что Риейнуг встречается восемь раз, а Рейнуг один раз, в то время как три других случая сомнительны, скорее ошибочно записанные. Когда-то считалось, что Рейнуг является названием для обозначения того, что осталось от Диведа, после того, как тот был уменьшен в размерах, в связи с тем, что Сейсилл ап Клидог, правитель Кередигиона, отобрал Истрад-Тиви у Райна ап Кадугана, короля Диведа и Брихейниога. Данная трактовка событий была предложена Эджертоном Филлимором и одобрена Дж. Э. Ллойдом. Дальнейшее рассмотрение привело к выводу, что Риейнуг был регионом, который включал в себя и Брихейниог, и, возможно, некоторые пограничные районы Южного Уэльса. Своё название скорее получил от имени какого-то Риайна, также называемого Райна, откуда, возможно, альтернативная форма Рейнуг. Им могли быть либо Райн Дремрид, либо Райн Щедрый.
Дальнейшее доказательство заключается в том, что Уолтер Мэп говорил о Рейносе, как о земле Брихана. 
Хамфри Ллойд, в Commentarioli Descriptionis Britanniae Fragmentum, 1572, fo.61, говорит о районе между Северном и Уайем, в котором город Росс-он-Уай и лес Дин: "Эти регионы со всем Херефордширом за Уайем, прежде чем он был оккупирован англичанами, когда-то, были известны под названием — Эриеиннук, а жители назывались — Эриенуир, но в «пересмотренном» издании Моисей Уильямс написал Эрейнух и Эрейнуир. Льюис Моррис даёт название — Эрейнук. Иоло Моргануг превратил это имя в Герейнуг.
Райн был отцом Гвенаседы, матери святого Асафа (ум.596), согласно 'Генеалогии святых'. Его по-разному называют 'Риейн из Рейнуга', 'Райн из Рейнуга', 'Райн Щедрый', 'Райн Щедрый из Рейнуга', 'Уэйн Дремрид', 'Риейн Дремрид', 'Рейн Щедрый из Ривониока'. Быть может он и правитель Брихейниога Райн Дремрид — одно и то же лицо.
Некий Маредид, король Рейнуга, упоминается в «Жизни Св. Кадога» как Margeduð, rex Reinuc. Он пришёл в Моргануг с сильной армией, чтобы властвовать над страной. Он приказал своим людям собирать добычу, и они окружили сто волов. Среди них был толстый бык, принадлежавший горожанам Святого Кадока. Солдаты зарезали его для еды, но отказывались приготовить. В результате король приказал вернуть всех волов своим хозяевам, которые хвалили Бога за его драгоценного слугу Кадока. Больше нет упоминаний о Маредиде. По мнению Питера Бартрума, нет никаких других указаний на то, что это произошло во время жизни Святого Кадока, так что это событие не может быть датировано. Рейнуг, вероятно, является регионом, в том числе, или частью Брихейниога.
Очередной Маредид, сын некоего Райна, но уже как король Диведа упоминается в уведомлении, приложенном к «Жизни Св. Тейло» в Книге Лландава : «Маргетуд, сын Рейна, король региона Деметики, чрезвычайно возбуждённый яростью и жестокостью, убил Гуфрира, человека святого Телиавуса, пребывая в убежище Бога и перед его жертвенником». Во искуплении совершенного, Маредид, сделал передачу Mainaur Brunus для Тейло (имеется в виду Лландейло Рунус в Лланегуаде, что в Истрад-Тиви). По мнению Питера Бартрума, нет ничего, что могло бы предполагать, что этот Маредид ап Райн был современником Тейло, и на самом деле нужно иметь в виду Маредида ап Теудуса ап Райна, который умер в 796 году.
Маредида, короля Диведа, упоминает Джеффри из Монмута как Маргадуда, короля Деметии, который сражался как союзник Кадвана Гвинедского и Бледируса из Корнуолла в битве при Честере (Каер-Легионе), то есть примерно в 616 году. Вероятно, тот же самый король имеется в виду, когда Джеффри говорит о Маргадуде, короле Деметии, советоваваший Кадваллону «разрешить» Пенде, королю Мерсии, сразиться с Освиу, в результате чего Пенда был убит. Это было в 655 году. Питер Бартрум считает этого Маредида фикцией.
Ещё один Маредид связан с Деметией. Маредид ап Предри является, как считает Питер Бартрум, в легендарной родословной предком Лливелина ап Гургана, патриарха племени в Кидвелли. Некоторые версии называют его королём Диведа. Он стал отцом Мейрига, короля Диведа. У этого Мейрига в свою очередь был сын Сауил Фелин, тоже правитель Диведа, отец Кинана Канхисгуида. Другой Мейриг, получивший титул «Бренин (правитель) Диведа», появляется как предок небольшого племени в Диведе. Генеалогии указывают 1100 год, примерно как год рождения его.